# Nils Johansson i Brånalt
Nils Johansson (i Riksdagen kallad Johansson i Brånalt)(Nils Brånalt från 1937), född 3 april 1864 i Knäreds församling, Hallands län, död 8 maj 1941 i Brånalt, Knäreds församling, Hallands län, var en svensk politiker. 
Han satt i riksdagens andra kammare för Lantmanna- och borgarpartiet 1914-1917, Jordbrukarnas fria grupp 1919-1921 och Bondeförbundet 1922-1932 samt i Hallands läns landsting mellan 1903 och 1938.  
Nils Johansson var brukare av ett frälsehemman i Brånalt, Knäreds socken, som han tagit över efter sin far. 1917 lyckades Nils Johansson utverka en kunglig resolution på upphävande av fideikommisset som gården lydde under och kunde skattköpa gården. Johansson räknade sig ursprungligen som högerman. Han var 1903-1938 ledamot av Hallands läns landsting, 1931 som vice ordförande. Vid riksdagsvalen i Höks härad 1905 och 1908 var han konservativ motkandidat till August Ifvarsson och var båda gångerna nära att bli vald, främst genom att locka till sig annars ej konservativa väljare från sin hemsocken. Våren 1914 valdes han in i riksdagen på högerns lista och tillhörde Lantmanna- och borgarepartiet. Han var dock inte nöjd med högern. I oktober 1914 bildade han en avdelning av Svenska bondeförbundet i Knäred. Med denna inträdde han 1915 i Jordbrukarnas Riksförbund, och var den första riksdagsman som anslöt sig till de nya bondepartierna. 1917 blev han ordförande i partiets halländska valkretsförbund. I valet 1917 kandiderade Johansson på den moderata listan, men blev utslagen. Genom en vakant plats kunde han vid urtima riksdagen 1919 återta sin plats i andra kammaren, sedan han avslagit moderata valmannaförbudets begäran att han skulle frånträda mandatet. I riksdagen anslöt han sig först till Jordbrukarnas fria grupp och därefter från 1922 till Bondeförbundet.
Johansosn var bland annat aktiv i Hushållningssällskapet samt i Knäreds sparbank. Hans aktivitet i riksdagen var spridd över flera områden.